# حواء
حَوَّاء (بالإنجليزية: Eve)‏ (بالعبرية: חַוָּה) شخصية في سفر التكوين في الكتاب العبري. بحسب القصة الأصلية في الديانات الإبراهيمية، فحواء هي المرأة الأولى، لكن بعض الجدل في اليهودية أعطى هذه المكانة لليليث أيضًا. تُعرف حواء أيضًا باسم زوجة آدم.
وفقًا للفصل الثاني من سفر التكوين، خلق الله (يهوه) حواء بأخذها من ضلع آدم، لتكون رفيقته. كان آدم مكلف بحراسة الجنة وحفظها قبل خلق حواء، ولم تكن حاضرة عندما أمر الله آدم ألا يأكل الفاكهة المحرمة -وإن كان من الواضح أنها كانت على علم بالأمر. تقرر حواء أن تأكل الفاكهة المحرمة من شجرة معرفة الخير والشر بعد أن سمعت حجة الثعبان بأنها لن تقتلها بل تعود بالنفع عليها. تتقاسم الفاكهة مع آدم، وقبل أن يأكلوا من شجرة الحياة، يُطردون من جنة عدن. تختلف الكنائس المسيحية في الكيفية التي تنظر بها إلى عصيان آدم وحواء لله (غالبًا ما يطلق عليه سقوط الإنسان)، وعواقب تلك الأفعال على بقية البشر. تَحمل التعاليم المسيحية واليهودية أحيانًا آدم (الرجل الأول) وحواء إلى مستوى مختلف من المسؤولية عن «السقوط».
إلى جانب آدم، تعترف الكنيسة الكاثوليكية بحسب التقاليد القديمة بحواء كقديسة، ويُحتفل بالشعيرة الدينية التقليدية للقديسين آدم وحواء في 24 ديسمبر منذ العصور الوسطى في العديد من الدول الأوروبية، بما في ذلك إستونيا، وألمانيا، والمجر، وليتوانيا، والدول الإسكندنافية.

## سبب تسميتها
سُميت حواء في اللغة العربية: لأنها خُلقت من ضِلعٍ حَيْ.

## في سفر التكوين

### الخلق
في تكوين 2: 18-22، خُلقت المرأة لتكون إيزر كي نغدو، وهو مصطلح يصعب ترجمته، للرجل. كي نغدو تعني «جنبًا إلى جنب، مقابل، نظير له»، وتعني إيزر التدخل النشط لمصلحة الشخص الآخر. ويطلق على المرأة اسم إيشاه، مع بيان أن ذلك لأنها أخذت من إيش أي رجل، والكلمتان غير متصلتين في الواقع. لاحقًا، بعد اكتمال قصة الجنة، أطلِق عليها اسم «حواء». هذا يعني «العيش» بالعبرية، من أصلٍ يمكن أن يعني أيضًا «أفعى». يرى التقليد التفسيري القديم أن استخدام الضلع من جانب الرجل يؤكد أن كلًا من الرجل والمرأة لهما كرامة متساوية، لأن المرأة قد خلقت من نفس المادة التي خُلق منها الرجل، وتشكلت وأعطت الحياة من خلال نفس العمليات. في الواقع، يمكن للكلمة المترجمة عادةً «ضلع» في اللغة الإنجليزية أن تعني أيضًا الجانب، أو القطعة، أو السند. الضلع هو جناس في السومرية، إذ إن كلمة «تي» تعني «الضلع» و«الحياة».
خلق الله حواء من آهات مسلوتاف، والتي تُترجم عادةُ «أحد أضلاعه». والضلع من معانيها الاعوجاج، والضعف، والمشقة، والتبعية. لقد شكك اللاهوت النسوي مؤخرًا في هذه القراءة التقليدية، واقترحن أن حواء نصف آدم، مما يدعم فكرة أن المرأة متساوية مع الرجل وليست تابعة له. تشترك مثل هذه القراءة في عناصر مشتركة مع قصة أريستوفان عن أصل الحب والفصل بين الجنسين في ندوة أفلاطون. استنادّا إلى الملاحظات، لدى الرجال والنساء العدد نفسه من الأضلاع، ويخمن الاقتراح الحديث أن الضلع الذي خُلقت منه حواء هو عظمة القضيب وهو عبارة عن هيكل صغير موجود في قضيب العديد من الثدييات، ولكن ليس في البشر.

### الطرد من عدن
عُثر على قصة حواء في سفر التكوين 3 الطرد من عدن التي وصفت بأنها مَثل أو «حكاية الحكمة» في تقليد الحكمة. يُنسب هذا الجزء السردي إلى اليهوي (ي) من خلال الفرضية الوثائقية بسبب استخدام يهوه.
في قصة الطرد من عدن يدور حوار بين ثعبان ذو أرجل والمرأة (3: 1-5). عُرفت الحية في 2:19 باعتبارها حيوانًا صنعه الرب بين وحوش الحقل. كانت المرأة على استعداد للتحدث إلى الحية والرد على سخرية المخلوق على الرغم من تحريم يهوه من 2:17.  تخالف الحية وصية الرب مباشرة. آدم والمرأة يخطئان (3: 6-8). الرب يسأل آدم الذي بدوره يلوم المرأة (3: 9-13). ثم يتحدى الرب المرأة أن تشرح بنفسها، فتلقي باللوم على الحية التي تُلعن فتفقد أطرافها وتزحف على بطنها.
ثم يصدر النطق الإلهي بثلاثة أحكام ضد جميع المذنبين (3: 14-19). وقد وُضِع حكم الوسيط الروحي وطبيعة الجريمة أولًا على الثعبان، ثم على المرأة، وأخيرًا على آدم. بعد أن لعن يهوه الحية، تتلقى المرأة عقوبة تؤثر على دورين أساسيين: الإنجاب وعلاقتها التبعية بزوجها. وتلي ذلك عقوبة آدم. يوصف رد فعل آدم، وتسمية حواء، وكيف صنع لهما يهوه ملابس جلدية في سرد موجز (3: 20-21). تنتهي قصة الجنة بمحادثة إلوهيم التي تحدد طرد الزوجين وتنفيذ تلك المداولات (3: 22-24).

### أم الإنسانية
حُكم على حواء (والمرأة من بعدها) بحياة من الحزن والمخاض أثناء الولادة، وأن تكون تحت سلطة زوجها. كان لآدم وحواء ولدان، قاييل وهابيل، أولهما كان يحرث الأرض، والثاني راعيًا للغنم. بعد وفاة هابيل، أنجبت حواء ابنًا ثالثًا، هو شيث، الذي انحدر منه نوح (وبالتالي البشرية كلها). وفقًا لسفر التكوين، وُلد شيث عندما كان آدم يبلغ من العمر 130 عامًا «ولدًا في شبهه ومثل صورته». يقول تكوين 5: 4 أن حواء كان لها أبناء وبنات بعد قايين، وهابيل، وشيث.

### في أعمال أخرى
تأتي بعض المفاهيم مثل الثعبان الذي عُرف على أنه الشيطان، أو أن خطيئة حواء هي الإغراء الجنسي، أو زوجة آدم الأولى هي ليليث، من الأعمال الأدبية الموجودة في العديد من الأبوكريفا اليهودية، ولكنها غير موجودة في أي مكان في سفر التكوين أو التوراة نفسها. ذُكِرت في فيما يتعلق بالنساء المشهورات، وهي مجموعة سير ذاتية لنساء تاريخيات وأسطوريات كتبها المؤلف الفلورنسي جيوفاني بوكاتشيو، والتي ألفها في 1361-1362. ومن الجدير بالذكر أنها المجموعة الأولى المكرسة حصرًا للسير الذاتية للمرأة في الأدب الغربي.
الكتابات التي تتناول هذه الموضوعات هي أدبيات موجودة في اليونانية، واللاتينية، والسلافونية، والسريانية، والأرمنية، والعربية، وتعود إلى الفكر اليهودي القديم. ثم اعتمدت مفاهيمهم المؤثرة في اللاهوت المسيحي، ولكن ليس في اليهودية الحديثة. وكان هذا بمثابة انقسام جذري بين الديانتين. تسمى بعض أقدم أجزاء الأبوكريفا اليهودية بأدب آدم الأولي وأصبح بعضها من الأعمال المسيحية. ومن الأمثلة على الأعمال المسيحية كتاب آدم وحواء، المعروف باسم صراع آدم وحواء مع الشيطان، الذي ترجم من اللغة الجعزية الإثيوبية من قبل سولومان سيزر مالان (1882)، وعمل سرياني أصلي تحت عنوان كهف الكنوز الذي يرتبط ارتباطًا وثيقًا بكتاب الصراع كما أشار أوغست ديلمان.
في الكتاب اليهودي سفر بن سيراخ، حواء هي «زوجة آدم الثانية»، وليليث الأولى. في هذه النسخة البديلة، التي دخلت أوروبا من الشرق في القرن السادس، تشير إلى أن ليليث خُلقت في نفس الوقت، من نفس الطين (السومرية كي)، مثل آدم، على غرار البابلية ليليتو، والسومرية نينليل زوجة إنليل. ترفض ليليث النوم أو الخدمة بأمر آدم. عندما حاول آدم إجبارها على أن تكون في منزلة أدنى، طارت بعيدًا عن عدن في الهواء وتعاملت مع الشياطين، وحملت مئات المرات كل يوم (اشتقاق من الجن بالعربية). أرسل الله بعدها ثلاثة ملائكة هددوها بقتل ذريتها إذا رفضت العودة إلى آدم. ترفض العودة، ليخلق الله لآدم زوجة ثانية لكن هذه المرة من ضلعه.
حياة آدم وحواء، ونسختها اليونانية رؤيا موسى، هي مجموعة من الكتابات اليهودية المنحولة التي تروي حياة آدم وحواء بعد طردهم من جنة عدن حتى وفاتهم.
يؤكد سفر طوبيا من الأسفار القانونية الثانية أن حواء أعطيت لآدم لتكون عونًا له (الثامن، 8، الثامن، 6).

## حواء في المسيحية
بحسب العهد القديم فقد خلقت حوّاء من ضلع آدم، وقد وضعهما الله في جنة عدن ووسوس الشيطان لهما فأكلا من الشجرة. وكانت النتيجة سقوط الإنسان. وبعد طرد الزوجين المذنبين من الجنة، عاقب الله حواء بثلاثة أصناف من العقاب في الدنيا وهي الولادة بالوجع واشتياقها للرجل وسيادة الرجل عليها. فصارت حوّاء على التوالي أم قابيل وهابيل، وشيث وبنين وبنات آخرين وهذه العقوبات لم ترفع حتى الآن وحتى بعد صلب المسيح وفداء البشرية حسب المعتقدات المسيحية.

## حواء في الإسلام
لم يذكر اسم حواء في القرآن ولا مرة ولكنه يسميها بزوجته بدون ذكر اسمها صراحة. لكن اسمها ذكر في السنة النبوية فبعد أن خلق الله آدم من غير أم ولا أب، خلق الله حواء من آدم، لتكون سكنا وعوناً له في الحياة ﴿هُوَ الَّذِي خَلَقَكُمْ مِنْ نَفْسٍ وَاحِدَةٍ وَجَعَلَ مِنْهَا زَوْجَهَا لِيَسْكُنَ إِلَيْهَا فَلَمَّا تَغَشَّاهَا حَمَلَتْ حَمْلًا خَفِيفًا فَمَرَّتْ بِهِ فَلَمَّا أَثْقَلَتْ دَعَوَا اللَّهَ رَبَّهُمَا لَئِنْ آتَيْتَنَا صَالِحًا لَنَكُونَنَّ مِنَ الشَّاكِرِينَ ۝١٨٩﴾ (سورة الأعراف، الآية 189)، وتعمر الأرض ببني آدم، ليخلف بعضهم بعضاً فيها.
وقد أسكن الله آدم وحواء الجنة ﴿وَقُلْنَا يَا آدَمُ اسْكُنْ أَنْتَ وَزَوْجُكَ الْجَنَّةَ وَكُلَا مِنْهَا رَغَدًا حَيْثُ شِئْتُمَا وَلَا تَقْرَبَا هَذِهِ الشَّجَرَةَ فَتَكُونَا مِنَ الظَّالِمِينَ ۝٣٥ فَأَزَلَّهُمَا الشَّيْطَانُ عَنْهَا فَأَخْرَجَهُمَا مِمَّا كَانَا فِيهِ وَقُلْنَا اهْبِطُوا بَعْضُكُمْ لِبَعْضٍ عَدُوٌّ وَلَكُمْ فِي الْأَرْضِ مُسْتَقَرٌّ وَمَتَاعٌ إِلَى حِينٍ ۝٣٦﴾ (سورة البقرة، الآيتين 35-36) وكذلك ﴿خَلَقَكُمْ مِنْ نَفْسٍ وَاحِدَةٍ ثُمَّ جَعَلَ مِنْهَا زَوْجَهَا وَأَنْزَلَ لَكُمْ مِنَ الْأَنْعَامِ ثَمَانِيَةَ أَزْوَاجٍ يَخْلُقُكُمْ فِي بُطُونِ أُمَّهَاتِكُمْ خَلْقًا مِنْ بَعْدِ خَلْقٍ فِي ظُلُمَاتٍ ثَلَاثٍ ذَلِكُمُ اللَّهُ رَبُّكُمْ لَهُ الْمُلْكُ لَا إِلَهَ إِلَّا هُوَ فَأَنَّى تُصْرَفُونَ ۝٦﴾ (سورة الزمر، الآية 6)، وأباح لهما أن يأكلا من شجر الجنة عدا شجرة واحدة، فوسوس الشيطان لهما، وزعم أن من يأكل من هذه الشجرة يبقى خالداً في الجنة يعبد الله كالملائكة، وما زال الشيطان يوسوس لآدم وحواء حتى أكلا منها بعد أن أقسم لهما الشيطان بالله إنه لهما لمن الناصحين ﴿فَوَسْوَسَ لَهُمَا الشَّيْطَانُ لِيُبْدِيَ لَهُمَا مَا وُورِيَ عَنْهُمَا مِنْ سَوْآتِهِمَا وَقَالَ مَا نَهَاكُمَا رَبُّكُمَا عَنْ هَذِهِ الشَّجَرَةِ إِلَّا أَنْ تَكُونَا مَلَكَيْنِ أَوْ تَكُونَا مِنَ الْخَالِدِينَ ۝٢٠ وَقَاسَمَهُمَا إِنِّي لَكُمَا لَمِنَ النَّاصِحِينَ ۝٢١ فَدَلَّاهُمَا بِغُرُورٍ فَلَمَّا ذَاقَا الشَّجَرَةَ بَدَتْ لَهُمَا سَوْآتُهُمَا وَطَفِقَا يَخْصِفَانِ عَلَيْهِمَا مِنْ وَرَقِ الْجَنَّةِ وَنَادَاهُمَا رَبُّهُمَا أَلَمْ أَنْهَكُمَا عَنْ تِلْكُمَا الشَّجَرَةِ وَأَقُلْ لَكُمَا إِنَّ الشَّيْطَانَ لَكُمَا عَدُوٌّ مُبِينٌ ۝٢٢ قَالَا رَبَّنَا ظَلَمْنَا أَنْفُسَنَا وَإِنْ لَمْ تَغْفِرْ لَنَا وَتَرْحَمْنَا لَنَكُونَنَّ مِنَ الْخَاسِرِينَ ۝٢٣ قَالَ اهْبِطُوا بَعْضُكُمْ لِبَعْضٍ عَدُوٌّ وَلَكُمْ فِي الْأَرْضِ مُسْتَقَرٌّ وَمَتَاعٌ إِلَى حِينٍ ۝٢٤﴾ (سورة الأعراف، الآيات 20-24)، وتحملت حواء مع آدم نتيجة عصيان أمر الله، فأهبطا إلى الأرض، وظلت حواء مع آدم يدعوان الله قائلين: ﴿قَالَا رَبَّنَا ظَلَمْنَا أَنْفُسَنَا وَإِنْ لَمْ تَغْفِرْ لَنَا وَتَرْحَمْنَا لَنَكُونَنَّ مِنَ الْخَاسِرِينَ ۝٢٣﴾ (سورة الأعراف، الآية 23)، فتاب الله عليهما، وبدأت مرحلة جديدة لحواء مع آدم يعبدان الله فيها، وأنجبت حواء لآدم بطوناً كثيرة، في كل بطن ذكر وأنثى، وظلت حواء، طائعة لله، حتى توفى آدم، ثم توفيت هي الأخرى بعده بسنة.

### عند السنة
وحسب معتقد المسلمين من أهل السنة والجماعة أن الله خلقها من ضلع آدم في الجنة. قال تعالى: ﴿يَا أَيُّهَا النَّاسُ اتَّقُوا رَبَّكُمُ الَّذِي خَلَقَكُمْ مِنْ نَفْسٍ وَاحِدَةٍ وَخَلَقَ مِنْهَا زَوْجَهَا وَبَثَّ مِنْهُمَا رِجَالًا كَثِيرًا وَنِسَاءً وَاتَّقُوا اللَّهَ الَّذِي تَسَاءَلُونَ بِهِ وَالْأَرْحَامَ إِنَّ اللَّهَ كَانَ عَلَيْكُمْ رَقِيبًا ۝١﴾ (سورة النساء، الآية 1)

### عند الشيعة
يعتقد معظم الشيعة أن فكرة خلق حواء من ضلع آدم من الأفكار التي وردت في التوراة فهم يعتقدون أن حواء قد خلقت من فاضل طين آدم.